# Jovana Brakočević
Jovana Brakočević est une joueuse serbe de volley-ball née le 5 mars 1988 à Zrenjanin. Elle mesure 1,96 m et joue au poste d'attaquant. Elle totalise 236 sélections en équipe de Serbie.

## Clubs
| Club                   | De        | À         |
| ---------------------- | --------- | --------- |
| Postar 064 Belgrade    | 2004-2005 | 2006-2007 |
| Spes Volley Conegliano | 2007-2008 | 2009-2010 |
| Evergrand Guangdong    | 2010-2011 | 2010-2011 |
| JT Marvelous           | 2011-2012 | 2011-2012 |
| Vakıfbank İstanbul     | 2012-2013 | 2013-2014 |
| Azəryol VK             | 2014-2015 | 2014-2015 |
| River Volley           | 2016-2017 | 2016-2017 |
| VK Altaï               | mai 2017  | mai 2017  |
| CSM Bucureşti          | 2017-2018 | 2017-2018 |
| Budowlani Łódź         | 2018-2019 | 2018-2019 |
| AGIL Volley            | 2019-2020 | 2019-2020 |
| KPS Chemik Police      | 2020-2021 | …         |

## Palmarès

### Équipe nationale
- Jeux olympiques
  -  2016 à Rio de Janeiro.
- Championnat d'Europe
  - Vainqueur : 2011.
  - Finaliste : 2007.
- Ligue européenne
  - Vainqueur : 2010, 2011.

### Clubs
- Championnat du monde des clubs
  - Vainqueur : 2013.
- Ligue des champions
  - Vainqueur : 2013.
  - Finaliste : 2014.
- Championnat de Serbie (1)
  - Vainqueur : 2007.
- Coupe de Serbie (1)
  - Vainqueur : 2007.
- Championnat de Turquie
  - Vainqueur : 2013, 2014.
- Coupe de Turquie
  - Vainqueur : 2013, 2014.
- Supercoupe de Turquie
  - Vainqueur: 2013.
- Championnat d'Italie
  - Finaliste : 2017.
- Coupe d'Italie
  - Finaliste : 2017.
- Supercoupe d'Italie
  - Finaliste: 2019.
- Championnat de Roumanie
  - Vainqueur : 2018.
- Coupe de Roumanie
  - Vainqueur : 2018.
- Championnat de Pologne
  - Finaliste : 2019.
- Supercoupe de Pologne
  - Vainqueur : 2018.

### Distinctions individuelles
- Championnat d'Europe de volley-ball féminin 2007: Meilleure serveuse[4].
- Ligue européenne de volley-ball féminin 2010: Meilleure attaquante.
- Ligue européenne de volley-ball féminin 2011:Meilleure attaquante et MVP.
- Grand Prix Mondial de volley-ball 2011: Meilleure marqueuse[5].
- Championnat d'Europe de volley-ball féminin 2011: MVP.
- Ligue des champions de volley-ball féminin 2012-2013: MVP.
- Grand Prix mondial de volley-ball 2013: Meilleure pointue.
- Championnat d'Europe de volley-ball féminin 2013: Meilleure attaquante.
- Championnat du monde des clubs de volley-ball féminin 2013: MVP.